# Pelham Power Productions
pelham power productions (3p) ist ein deutsches Musiklabel mit Sitz in Frankfurt am Main.

## Geschichte und Ausrichtung
3p wurde zu Beginn der 1990er Jahre von dem Musiker Moses Pelham gegründet. In den Anfangsjahren veröffentlichte das Label, durch die musikalische Vorgeschichte von Moses Pelham bedingt, größtenteils Rap-Musik. Im Laufe der Jahre kamen immer wieder neue Künstler hinzu. Als bekannteste sind Azad, Sabrina Setlur, Glashaus und Xavier Naidoo zu erwähnen. Mittlerweile veröffentlicht 3p überwiegend Hip-Hop, Soul und Pop.
Ende 2007 wurde ein Großteil der Mitarbeiter des Labels entlassen. Seit der 46. Kalenderwoche 2008 gingen alle Websites des Labels offline, was indirekt über Moses Pelhams Tagebuch angekündigt wurde. Moses Pelham selbst befinde sich auf einer „längeren Reise“, wie er schrieb. Eine Ersatz-Website, die lediglich drei schwarze Schafe sowie einen Link zum Forum zeigte, war ersatzweise online. Seit dem 28. Mai 2009 ist das Internetportal von 3p wieder online.

## Künstler

### Aktuelle Künstler
- Moses Pelham
- Glashaus

### Ehemalige Vertragskünstler
- Animus
- Azad
- Bruda Sven
- Cassandra Steen
- Chima
- Credibil
- Claus Eisenmann
- Franziska
- Illmat!c
- J-Luv
- Julia Liebe
- Linda Carriere
- Rödelheim Hartreim Projekt
- Maya Saban
- Sabrina Setlur
- Sebastian Hämer
- Snaga & Pillath
- Stephen Galloway
- UnterWortverdacht
- Xavier Naidoo

## Sonstige Aktivitäten
Im Jahr 2006 hat 3p unter dem Namen PaperChase auch einen Buchverlag gegründet. Das erste veröffentlichte Buch heißt GOETHE FAUST REMIX, ist eine zynische Neufassung von Faust I und stammt von Andreas Walter und Viktor Winkler. 2007 erschien das Hörbuch Alles Fälschungen – Fragen an Deutschland von Henry Düx über PaperChase. Das gleichnamige Sublabel Paperchase hat auch verschiedene Compilations veröffentlicht. Unter anderem Ich liebe dich Vol 1 und Vol 2, Sommer unseres Lebens und Mittsommernachtstraum.
Die Fans sind in einem eigenen Fanclub organisiert der sich „3p Supporter Club e. V.“ nennt und aus dem Fanclub des Rödelheim Hartreim Projekts hervorging. Die Fans bezeichnen sich als „Supporter“.

## Diskografie

### Kompilationen
| Jahr | Titel                            | Höchstplatzierung, Gesamtwochen, AuszeichnungChartsChartplatzierungen (Jahr, Titel, Platzierungen, Wochen, Auszeichnungen, Anmerkungen) | Anmerkungen                                                             |
| Jahr | Titel                            | DE | Anmerkungen                                                             |
| ---- | -------------------------------- | --- | ----------------------------------------------------------------------- |
| 2000 | Revolution (Rödelheim 1990–1999) | — | Erstveröffentlichung: 10. Juli 2000 #29 der deutschen Compilationcharts |
| 2000 | Evolution (Rödelheim 2000–2001)  | DE11 (10 Wo.)DE | Erstveröffentlichung: 10. Juli 2000                                     |
| 2004 | 3P – Best of Vol. 1              | — | Erstveröffentlichung: 13. Dezember 2004                                 |

### Singles
| Jahr | Titel Album           | Höchstplatzierung, Gesamtwochen, AuszeichnungChartsChartplatzierungen (Jahr, Titel, Album, Platzierungen, Wochen, Auszeichnungen, Anmerkungen) | Anmerkungen |
| Jahr | Titel Album           | DE | Anmerkungen |
| ---- | --------------------- | --- | --- |
| 1998 | 3P (Licence 2 Kill) – | DE21 (9 Wo.)DE | Erstveröffentlichung: 2. März 1998 3P feat. Moses Pelham, Thomas Hofmann, Illmatic, Xavier Naidoo & Sabrina Setlur |